# Шевченко Дмитро Валерійович
Дмитро Вале́рійович Шевче́нко (нар. 17 червня 1964, Одеса) — радянський, український і російський кіноактор.

## Життєпис
- У 1986 році закінчив інженерно-економічний факультет Одеського політехнічного інституту, брав участь в першій команді КВК «Одеські джентльмени».
- У 1990 році закінчив Ленінградський державний інститут театру, музики і кінематографії ім. М. Черкасова за фахом «актор драматичного театру і кіно».
- З 1992 року працював в Олександрійському театрі в Петербурзі.
- З 1997 року живе у Москві.

## Особисте життя
Актор перебував у відносинах з актрисою Марією Шалаєвою.
У 2005 році в них народився син Нестор.

## Театральні роботи
1992-1997 рр. - Олександрійський театр:
- «Гра у фанти» (Н. Коляда) — Микита (молодіжний театр на Фонтанці), режисер Е. М. Падве, 1988
- «Убивец» (Ф. Достоєвський) — Порфирій Петрович (молодіжний театр на Фонтанці), реж. Е. М. Падве, 1989
- «Соловей» (Г. Х. Андерсен) — Смерть (стажёрскій курс ЛГИТМіК імені Н. К. Черкасова), реж. А. Ванін, 1990
- «У виправній колонії» (Ф. Кафка) — Приїжджий (Співдружність акторів Санкт-Петербурга), реж. С. Концовіч, 1991
- «Кільце і троянда» (У. Теккерей) — Король загарбав (Співдружність акторів Санкт-Петербурга), реж. Е. Чорна, 1992

Москва, Антреприза В. Дубовий
- «Отелло» (У. Шекспір) — Родріго, реж. Горяєв
- «Платонов» (А. Чехов) — Яша, реж. С. Міляєва
- «Три сестри» (А. Чехов) — підпоручик Роде, реж. Горяєв
- «Горя боятися — щастя не видать» (Рацер і Константинов) — Заморський принц, реж. Райхштейн
- «Божественна Джуліана» (за новелою р Джеймса «Листи Асперна») — Герой (гл. Роль), реж. Е. Чорна
- «Зимова казка» (У. Шекспір) — Архидам (гл. Роль), реж. А. Смєляков
- «Бідність — не порок» (А. Островський) — Митенька (гл. Роль), реж. Е. Чорна

## Фільмографія
1. 1989 — Двадцять хвилин з янголом — Угаров
2. 1992 — Комедія суворого режиму — укладений
3. 1993 — Цинкові хлопчики — Андрій
4. 1998 — Му-му — Степан
5. 1998 — Репетиція з Арнольдом — Микола
6. 1999 — День народження Буржуя — Артур, сутенер
7. 1999 — Операція «Самум» (Польща) — Панаєв, розвідник
8. 1999 — Директорія смерті — Едік
9. 1999 — Чек — водій
10. 1999 — Кінець століття (фільм) — доктор Ліндер
11. 2000 — Афінські вечори — Антон Гольденвейзер, музикант
12. 2000 — Марш Турецького — Фрязіно, оперативник
13. 2000 — Зупинка на вимогу — Земцов
14. 2001 — Доказ життя (США) — російський сержант
15. 2001 — Особливий випадок — Микола
16. 2001 — Сімейні таємниці — Гена Трухачов
17. 2001 — Сищики — Герман Дудкін
18. 2001 — День народження Буржуя 2 — Артур
19. 2002 — Дорога — Вадим
20. 2002 — Щит Мінерви — Влад
21. 2002 — Першокурсниця — Гирин, викладач
22. 2002 — Критичний стан — прапорщик Ващук
23. 2003 — Росіяни в місті ангелів — кілер Аркадій
24. 2003 — Даша Васильєва — Казимир Новицький, художник
25. 2003 — Бідна Настя — Карл Шуллер, керуючий
26. 2003 — Варвар (США) — Крісто
27. 2004 — Маша — Дмитро
28. 2004 — Звіздар — Жерар Броньуо
29. 2004 — Лола і Маркіз — Маркіз
30. 2005 — Весілля Барбі — Маркелов
31. 2005 — Дванадцять стільців — Ілля Ільф
32. 2005 — Бій з тінню — Нечаєв
33. 2005 — Загибель імперії — Семченко
34. 2005 — Казароза — Даневич
35. 2005 — Дура — Михайло Дьомін
36. 2006 — Дівчинка з півночі — Сергій Бобров
37. 2006 — Провінційні пристрасті
38. 2006 — Смерть за заповітом — Максим
39. 2006 — Зв'язок — Микита
40. 2007 — Бій з тінню 2: Реванш — Нечаєв
41. 2007 — Межа бажань — Марлен Бірюков, скульптор
42. 2007 — Кімната загублених іграшок — Турин
43. 2007 — Приватне замовлення — Пітбуль
44. 2007 — Нас не наздоженеш — Семен
45. 2008 — Королі гри — Максим Красін
46. 2009 — Сім дружин одного холостяка — Гена Вершинін, далекобійник
47. 2009 — Брудна робота — Віктор вини, письменник
48. 2009 — Тісні врата — Ілля Громов
49. 2010 — Холодне серце — Андрій Євгенович Морозов, хірург
50. 2011 — Бій з тінню 3: Останній раунд — Нечаєв
51. 2011 — На все життя — Леонід Борисович Замятін, нотаріус
52. 2012 — Соловей-Розбійник — менеджер казино
53. 2012 — Афродіти — Максим Др
54. 2012 — Засіб від смерті — майор Анатолій Артем'єв
55. 2012 — Передчуття — майор Ігор Петрович Карташов
56. 2012 — Свято під замком — полковник Олексій Михайлович Котиков
57. 2013 — Нічна фіалка — Павле Олександровичу Тулін
58. 2014 — Мажор — підполковник Андрій Васильович Пряників
59. 2014 — Красуні — депутат Воронін
60. 2014 — Сарана — Гуревич
61. 2014 — Барс і лялька — Олег Шувалов
62. 2015 — Батальон' — генерал Петро Олександрович Половцев
63. 2015 — Краще не буває — Андрій Чернов
64. 2015 — Петля Нестерова — Володимир Зимін, полковник КДБ
65. 2016 — Мажор 2 — підполковник Андрій Васильович Пряників
66. 2017 — Слідство веде Інокентій Лисичкін — співробітник Слідчого Комітету Віктор Шишкін
67. 2018 – Мажор 3 – підполковник Андрій Васильович Пряників